# Magdalena (Intibucá)

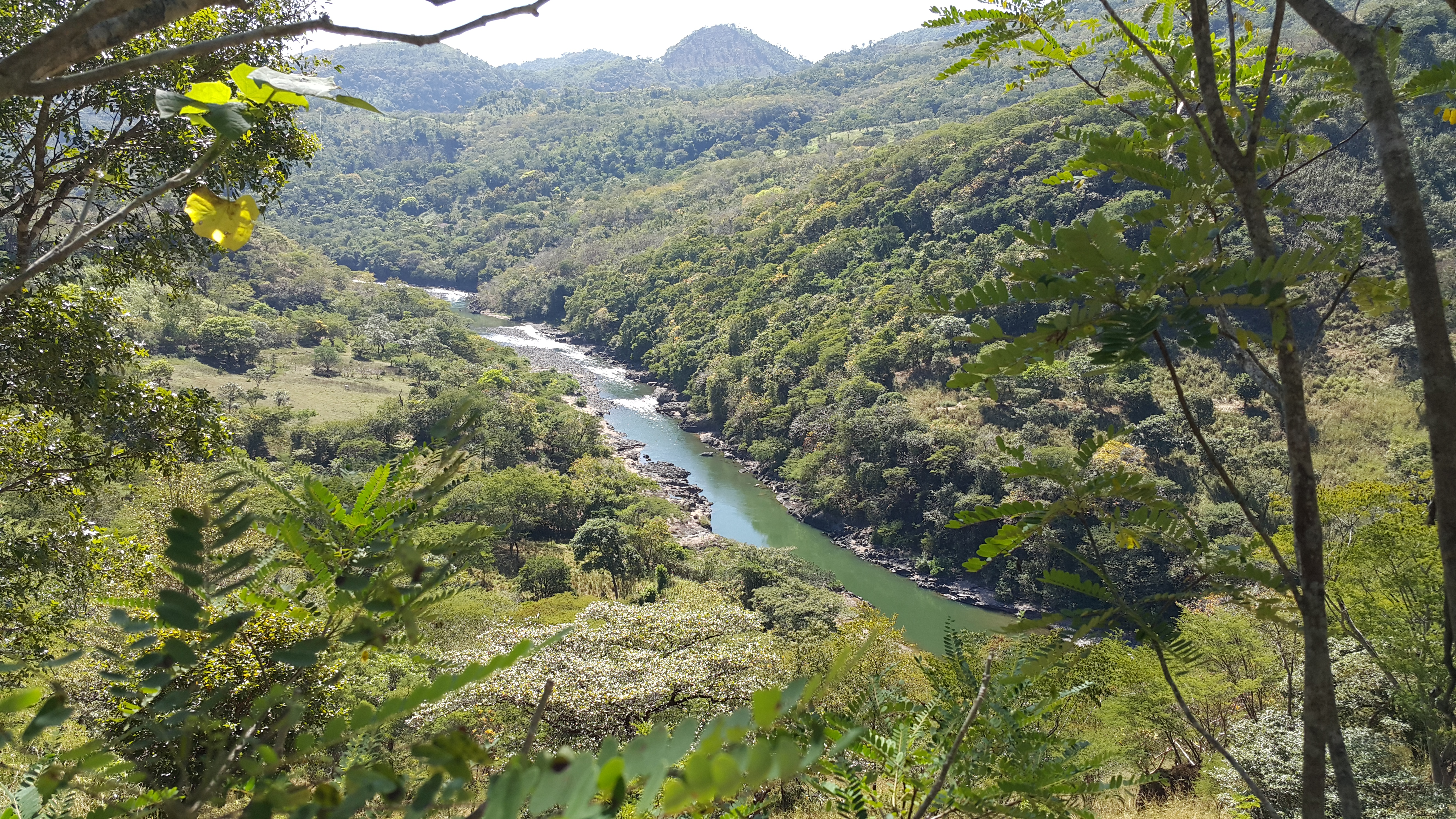
Panorâmica do Rio Torola, fronteira Honduras - El Salvador.

Magdalena é uma cidade hondurenha do departamento de Intibucá.

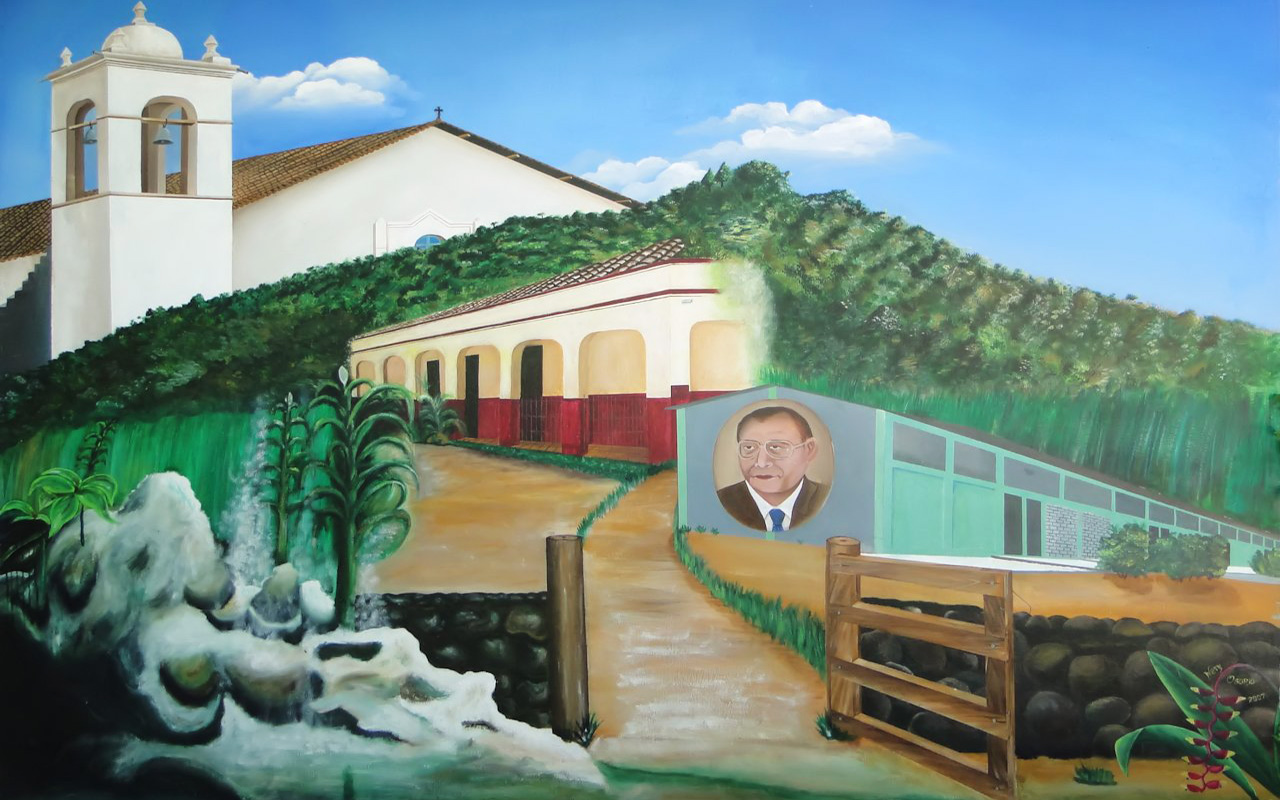
Pintura de Magdalena (2009) por Nery Edgardo Domínguez. Está situada no acesso do Instituto Héctor Orlando Gómez Cisneros.